# Cormeray
Cormeray é uma comuna francesa na região administrativa do Centro, no departamento Loir-et-Cher. Estende-se por uma área de 10,3 km². Em 2010 a comuna tinha 1 581 habitantes (densidade: 153,5 hab./km²).